# Вулиця Бориса Олійника (Жмеринка)
Вулиця Бориса Олійника — вулиця у центральній частині міста Жмеринка.
Пролягає від вулиці Богдана Хмельницького до Київської вулиці. Загальна довжина становить 440 м.

## Будівлі
- № 1 Залізничний вокзал, Технічна бібліотека ст. Жмеринка[1].
- № 2/1 Будинок науки і техніки.
- № 4 Управління Жмеринської дирекції ПЗЗ.
- № 5 Локомотивне депо (пам'ятка історії місцевого значення)
- № 6 Жмеринська дистанція сигналізації та зв'язку (ШЧ-4).
- № 12 Перукарня, Магазин «Трійка».

## Галерея

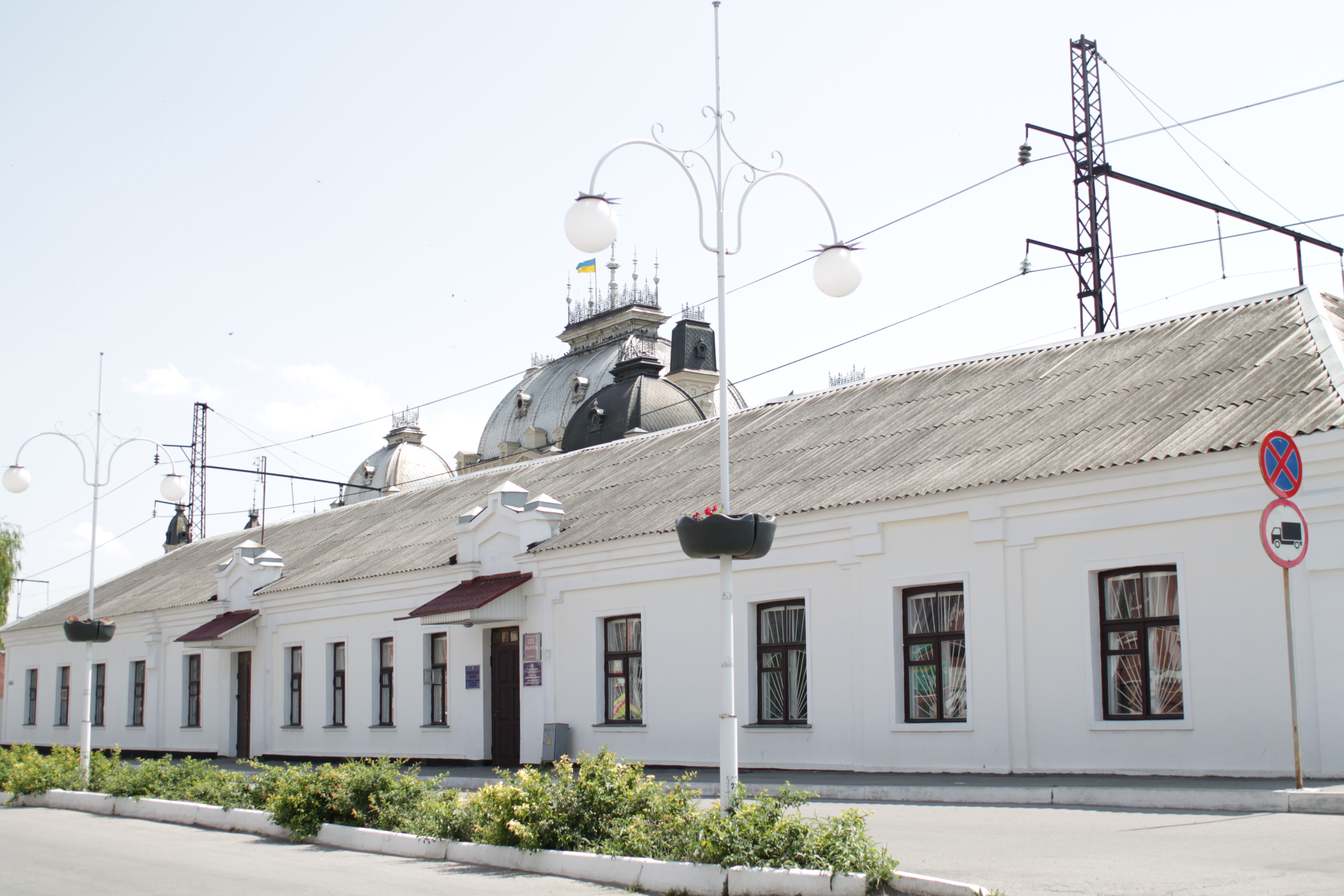
Технічна бібліотека
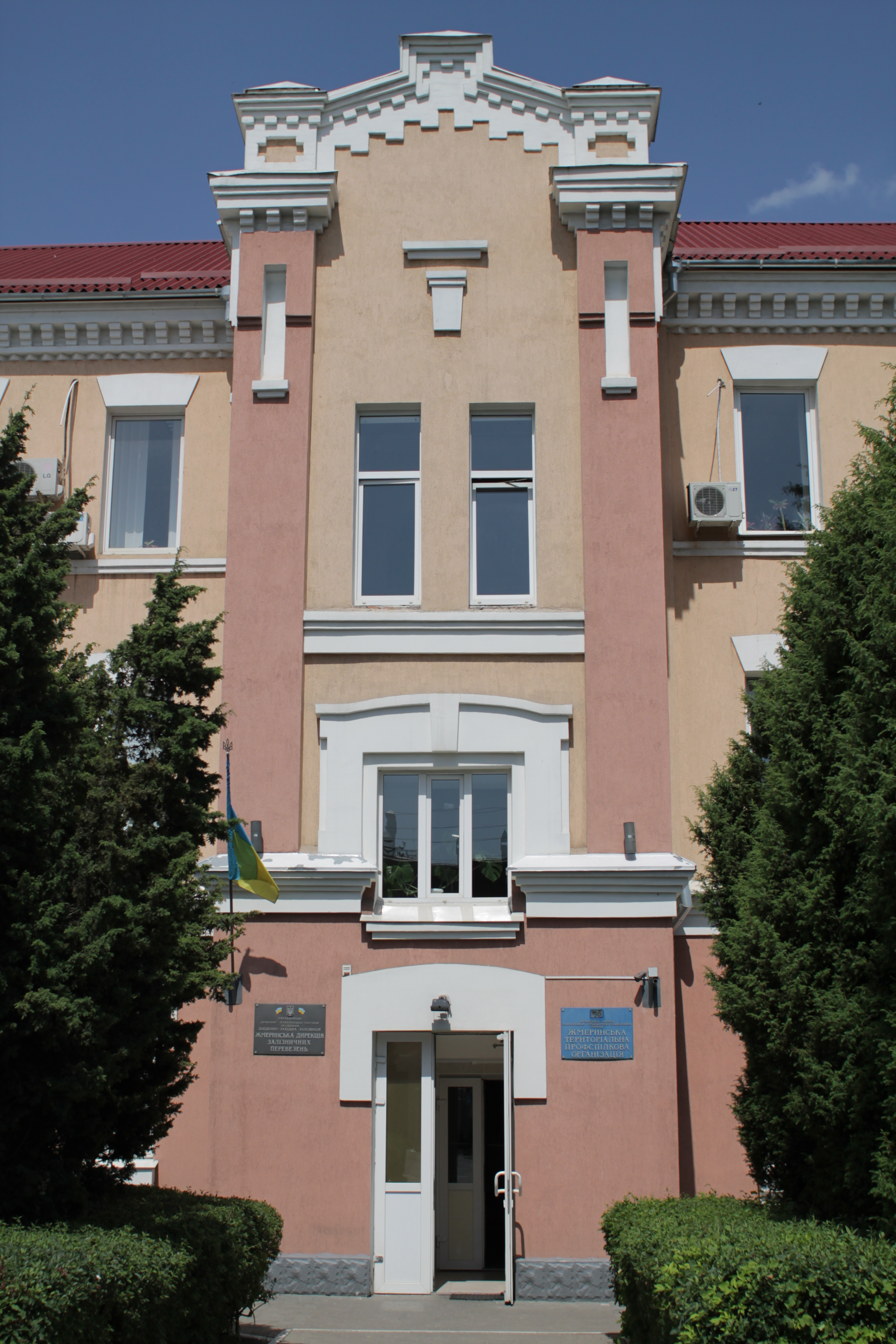
Штаб Жмеринської дирекції залізничних перевезень
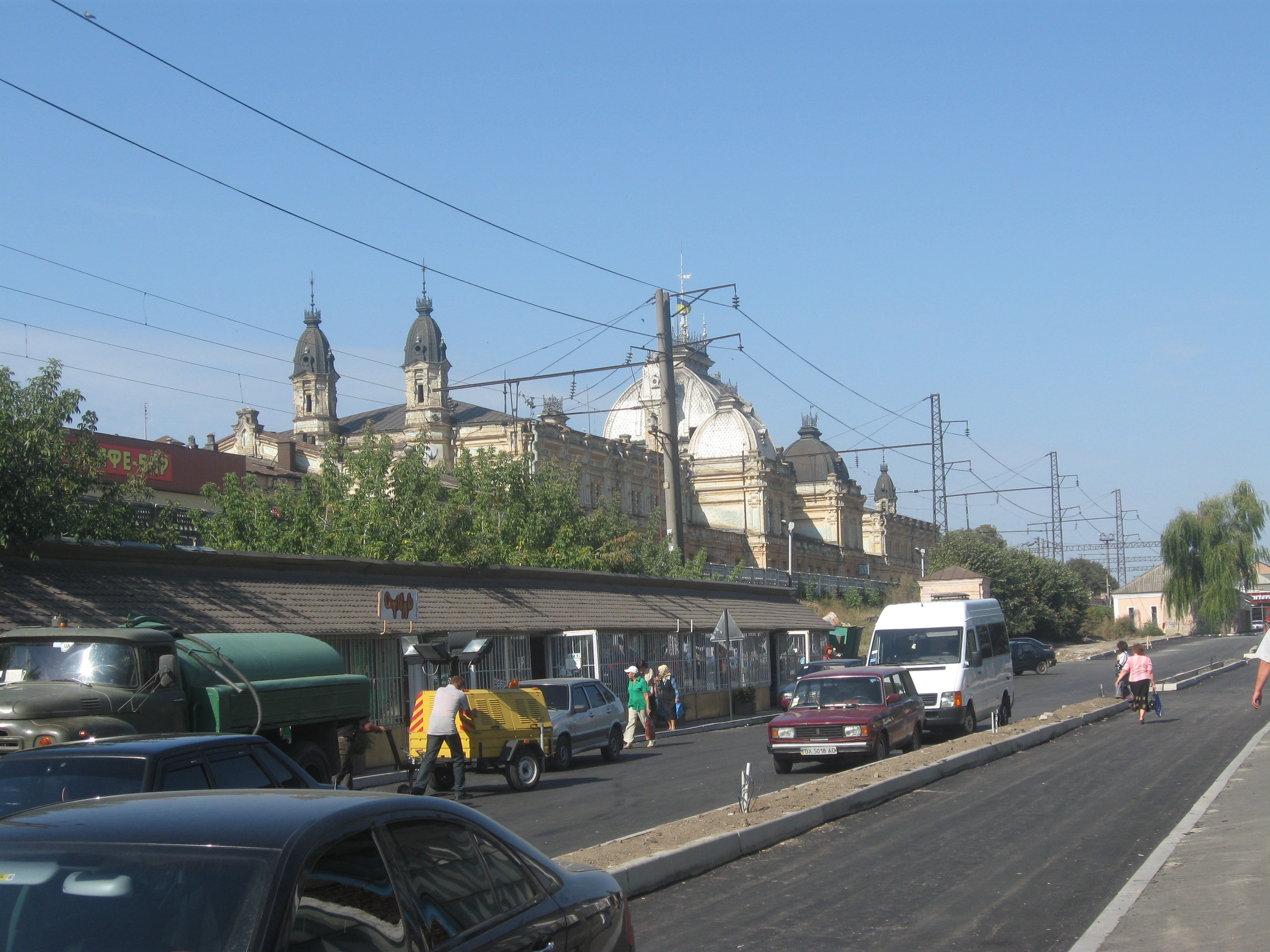
Вид на бульвар та залізничний вокзал
Вид у сторону автостанції